# نونو بينهيرو
نونو بينهيرو (31 ديسمبر 1984 في البرتغال - ) هو لاعب كرة طائرة البرتغال في مركز ممرر ‏. لعب مع Tours VB ‏.

## وصلات خارجية
- نونو بينهيرو على موقع الاتحاد الأوروبي (الإنجليزية)
- نونو بينهيرو على موقع Ligue Nationale de Volley (الفرنسية)
- نونو بينهيرو على موقع دوري الدرجة الأولى الإيطالي للكرة الطائرة - رجال (الإيطالية)